# Wie auf Erden
Wie auf Erden (Originaltitel: Så ock på jorden) ist ein schwedischer Film von Kay Pollak. Der Film ist die Fortsetzung von Wie im Himmel (2004). Der Kinostart in Deutschland war am 3. Dezember 2015.

## Handlung
Da nach dem Tod des Stardirigenten Daniel Daréus im Vorgängerfilm nun niemand mehr den Kirchenchor leitet, bleibt die Kirche immer häufiger leer, und Pastor Stig gibt sich dem Alkohol hin. Als er zusammen mit Lena, der Freundin des Verstorbenen, entgegen allen Umständen deren mit Daniel gezeugtes Kind zur Welt bringt, kommt ihm die Idee: Lena soll Daniels Werk fortführen. Ein Jubiläumskonzert mit der Aufführung von Händels Halleluja soll die Kirchenbänke wieder füllen. Lena übernimmt tatsächlich die Leitung des Kirchenchors. Ähnlich wie schon Daniel, wendet sie auch ungewöhnliche Methoden an und legt Wert darauf, dass der Chor für alle Interessierten offen ist. Lena und ihr Chor lassen zum Beispiel die Kirchenbänke entfernen, um Platz für Tänze zu schaffen. Zudem ruft sie Neider und Widersacher auf den Plan, insbesondere den eigentlich vom Bischof für das Jubiläumskonzert beauftragten Organisten. Allen voran wettert die pflichtbewusste Siv an der Spitze des Kirchenrats, aber die musikbegeisterten Kirchengänger sind von der energiegeladenen Frau angetan, vor allem der Wanderarbeiter Axel ist begeistert von Lena. Es gelingt Lena, dass sich die Kirche wieder füllt, womit sie auch den Pfarrer von ihren Ideen überzeugen kann.

## Kritik
Der Filmdienst urteilt, die „recht lang geratene dramatische Komödie bewegt sich erzählerisch und dramaturgisch auf den Spuren des Vorgängers, wobei die schematische Struktur deutlich zutage tritt“. Dabei „franst der Film [dramaturgisch] zunehmend aus und kreist mantraartig um die Botschaft, dass Musik verbindet und in der Liebe die Kraft zur Versöhnung liegt“.